# دارين هيوز
دارين هيوز (بالإنجليزية: Darren Hughes)‏ (6 أكتوبر 1965 في المملكة المتحدة - ) هو لاعب كرة قدم بريطاني في مركز الظهير. لعب مع برايتون أند هوف ألبيون وبورت فايل وشروزبري تاون ونادي إيفرتون ونادي إكزتر سيتي ونادي موركامب ونادي نورثامبتون تاون.

## وصلات خارجية
- دارين هيوز على موقع قاعدة بيانات كرة القدم.إي يو (الإنجليزية)
- دارين هيوز على موقع Soccerbase.com (لاعب) (الإنجليزية)
- دارين هيوز على موقع عالم كرة القدم.نت (الإنجليزية)